# 漢氏弱蜥魚
漢氏弱蜥魚為輻鰭魚綱仙女魚目青眼魚亞目崖蜥魚科的一種，分布於三大洋南半球亞熱帶至亞南極海域，屬深海底棲性魚類，深度可達1000公尺，體長可達50公分，棲息在底層水域，以甲殼類及橈腳類為食，生活習性不明。

## 擴展閱讀
維基物種上的相關：漢氏弱蜥魚